# Lucifer intermedius
Lucifer intermedius är en kräftdjursart som beskrevs av Hansen 1919. Lucifer intermedius ingår i släktet Lucifer och familjen Luciferidae. Inga underarter finns listade i Catalogue of Life.